# Brittany (prénom)
Pour les articles homonymes, voir Brittany.
Brittany est un prénom féminin issu du nom donné en anglais à la Bretagne, région historique et administrative française. Utilisé pour la première fois aux États-Unis dans les années 1970, il est fréquemment donné entre la fin des années 1980 et le début des années 1990. Il atteint un pic de popularité en 1991 et 1992 où il est le 3e prénom féminin le plus donné aux États-Unis.

## Dans les médias
- Brittany Byrnes, actrice australienne
- Brittany Curran, actrice américaine
- Brittany Daniel, actrice américaine
- Brittany Finamore, actrice
- Brittany Murphy (1977 - 2009), actrice américaine
- Brittany Perrineau, actrice et mannequin
- Brittany Petros, actrice
- Brittany Snow, actrice américaine
- Brittany Tiplady, actrice canadienne
- Brittany Underwood, actrice
- Brittany Flickinger, chanteuse et personnalité de téléréalité
- Brittany Hargest, chanteuse et danseuse

## Dans le sport
- Brittany Bock, footballeuse américaine
- Brittany Bowe, patineuse de vitesse américaine
- Brittany Boyd, basketballeuse américaine
- Brittany Broben, plongeuse australienne
- Brittany Brown, American professional wrestler
- Brittney Griner, basketballeuse américaine
- Brittany Jackson, basketball player
- Brittany Lincicome, golfeuse américaine
- Brittany Timko, footballeuse canadienne
- Brittany Viola, plongeuse

## Autres domaines
- Brittany Hensel, sœur d'Abigail "Abby" Loraine Hensel, sœurs siamoises bicéphales américaines.
- Brittani Kline, mannequin américaine et gagnante de la saison 16 de America's Next Top Model.
- Brittany "Bre" Scullark, mannequin américaine.
- Brittany "McKey" Sullivan, mannequin américaine et gagnante de la saison 11 de America's Next Top Model.

## Pseudonymes
- Brittany CoxXx (1978-2016), actrice pornographique américaine.

## Personnages de fiction
- Brittany Marsino, personnage de la série Les Feux de l'amour
- Brittany Miller, membre du groupe fictif "The Chipettes"
- Brittany Pierce, personnage de la série Glee
- Brittany Weston, personnage de la série Génération Pub